# Бороздіна Катерина Андріївна
Бороздіна Катерина Андріївна (в шлюбі Ліхарєва) — донька сенатора Бороздіна та Софії Левівни, рідної сестри декабриста Давидова, небога М. М. Раєвського.

## Біографія
Була закохана в М. П.  Бестужева-Рюміна, який відповідав їй взаємністю, обіцяла розділити з ним всі негаразди. Бестужев же за наполяганням чи П. І. Пестеля, чи своїх батьків, які щось мали проти цього шлюбу, одружуватися не наважився. Існує версія, що начебто вона була заручена з Бестужевим-Рюміним, але заручини було розірвано, і цим пояснюється холодність у відносинах між В. Л. Давидовим, Й. В. Поджіо(як найближчими родичами Бороздіна) і М. П. Бестужевим-Рюміним.
На сьогоднішній момент точно встановлено тільки те, що М. П. Бестужев був закоханий у Е. А., племінницю Василя Львовича Давидова. Про що свідчать листи Бестужева. Але найцікавіше, що у Давидова було ДВІ племінниці з ініціалами Е. А., донька сестри Софії і донька брата Олександра. (П. Є. Щоголєв схильний вважати нареченою другу, а Натан Ейдельман — першу. Яка мотивація Ейдельмана, а саме вона пізніша, на жаль, не відомо.)
17 квітня 1825 року взяла шлюб у Телепиному з декабристом В. М. Ліхарєвим і не поїхала за ним до Сибіру. Була власницею села Катеринівка.
Діти: Микола (нар.28 травня 1826, в м. Телепине Київської губернії), в 1861–1866 рр. мировий посередник в Ранненбургському повіті.
У 1836 році в Криму вдруге вийшла заміж за Лева Шостака.
Враховуючи долю її сестри, можна припустити, що Катерина також зазнала тиску батька(десять років чогось же чекала), хоча все могло бути і не так.